# Дарлингтон
Да́рлингтон (англ. Darlington) — город в Великобритании к юго-западу от города Мидлсбро.
Административно Дарлингтон входит в графство Дарем (Англия). Расположен на реке Скерн (англ. River Skerne). Население на 2001 год — 97 838 человек (на 1951 — 85 тыс.). В городе развито машиностроение и производство мостовых конструкций. Раньше была развита трикотажная и шерстяная промышленность. Дарлингтон известен первой английской железной дорогой, прошедшей из города в Стоктон-он-Тис и открытой 25 сентября 1825 года. Впоследствии в этот день стали отмечать рождение железнодорожного транспорта. Также через город проходит крупнейшая автомагистраль страны — A1.
С 1863 по 1966 год в городе действовал паровозостроительный завод Дарлингтон (англ. Darlington Works).
В городе проходит ежегодный пивной фестиваль.
В городе базируется футбольный клуб Дарлингтон.

## Города-побратимы
- Мюльхайм-ан-дер-Рур, Германия (1953)
- Амьен, Франция (1973)

## Галерея
- Дарлингтон
- Центр города
- Открытие железной дороги